# 12157 Können
(12157) Konnen, denumire internațională (12157) Können, este un asteroid din centura principală de asteroizi.

## Descriere
12157 Können este un asteroid din centura principală de asteroizi. A fost descoperit pe 29 septembrie 1973 la Observatorul Palomar de Cornelis Johannes van Houten, Ingrid van Houten-Groeneveld și Tom Gehrels. Asteroidul prezintă o orbită caracterizată de o semiaxă mare de 2,41 ua, o excentricitate de 0,10 și o înclinație de 5,8° în raport cu ecliptica.